# Quinta Lebrão
Quinta Lebrão é um bairro de Teresópolis, cidade localizada no interior do estado do Rio de Janeiro, ficando em sexto lugar na lista dos 10 maiores bairros do município, com 6.281 hab. De acordo com o Instituto Brasileiro de Geografia e Estatística (IBGE), foram registrados 3 201 mulheres (51.0%) e 3 080 homens (49.0%), possuindo um total de 
2 158 domicílios.
Durante as últimas décadas,houve um crescimento de moradias precárias e cortiços, em alguns locais do bairro, resultando em problemas sociais como falta de saneamento básico e infraestrutura, além de chuvas e deslizamentos de terra que comprometem algumas moradias.